# 瀬名ちひろ
瀬名 ちひろ（せな ちひろ、1998年〈平成10年〉10月29日 - ）は、日本のアイドル、プロデューサー、モデル、インフルエンサー、作詞家。千葉県出身。

## 略歴
2022年2月、アイドルグループ「夢みるアドレセンス」の新メンバーオーディション『なれんの!?夢アド!?2022』に「ちひろ」名義でエントリー。配信審査を1位で通過した。同年3月21日に下北沢シャングリラで行われた最終審査において第5期メンバーに選出された。合格後に芸名を「櫻野ちひろ」（さくらの ちひろ）に改名。同年5月12日に夢アドの「2代目ピンク担当」として白金高輪SELENE b2でお披露目ライブを行った。同年11月22日、シングル「アクセラレーター」がオリコンデイリーランキング3位を記録した。
2023年9月には、ファッション誌『PECHE_mag』初号（創刊号）の掲載モデルを巡る配信オーディションに応募し、同年12月15日、雑誌モデルとしてもデビュー。同年12月末に夢アドの活動を終了した。
2024年2月1日、YouTubeの「令和の虎」に523人目の志願者として登場。高身長アイドルグループの結成をプレゼンテーションし、同年春以降のデビューを目指してメンバー募集のオーディションを開催した。新しい芸名は「瀬名ちひろ」（せな ちひろ）。同年3月31日、初期メンバーを選定し、引き続き追加メンバーを募集したが最終的に結成には至らなかった。
2024年12月10日、初のソロシングル『ばず らいふ イヤー！』をセルフプロデュースにてリリースした。作詞作曲はDogP（超特急『My Buddy』等を楽曲提供）及び瀬名ちひろ。同年12月24日、同曲のミュージックビデオを公開。監督に坂本渉太（femme fatale『だいしきゅーだいしゅき』やきゃりーぱみゅぱみゅ『Easta』等のMVを制作）、振付師にらん先生（乃木坂46、YOASOBI『アイドル』のオリジナル振付等を制作）を起用した。
2025年4月26日、SAPPORO COLLECTION 2025 SPRING/SUMMERのオープニングアクトとして登場。kawaii EDMの2ndシングル『parallel』を初お披露目。前作に続き、瀬名が作詞に参加。振付・演出には香照音（水曜日のカンパネラ『ラー』『一休さん』等の振付を制作）を起用。同日、ファッションショーのランウェイにも出演した。同年7月4日、同曲のミュージックビデオを公開した。
2025年7月24日、「ドリンク3部作」の第1作目となるkawaii ROCKの3rdシングル『両片想い』と同曲のミュージックビデオを同時リリース。初の単独作詞曲。

## 人物
- 日本大学藝術学部文芸学科卒業。小説を読むのが好きなため、難関小論文試験を受験し、現役合格。ゼミでは三島由紀夫の作品研究に明け暮れた。日藝祭委員会や公式野球部のマネージャーを務めた。

- 大学卒業後は両親の希望もあり、一般企業に就職したが、アイドルを職業として日本武道館に立ちたいという夢が明確になったため、アイドルの世界に挑戦した。
- 初のソロシングル『ばず らいふ イヤー！』以降、日藝文芸学科卒の文才を活かし、作詞活動にも取り組んでいる。
- 幼少時代、北海道札幌市に住んでいたことがあり、SAPPORO COLLECTIONは久々の地元凱旋となった。
- チャームポイントは、美脚とホワイトニングされた歯。

## 主な出演

### 夢みるアドレセンス 櫻野ちひろ
- 夢みるアドレセンス新体制お披露目ライブ2022（2022年5月12日、白金高輪SELENE b2）
- 夢みるアドレセンス10周年ライブ（2022年8月20日、品川ザ・グランドホール）
- ＠JAM EXPO 2022（2022年8月28日、横浜アリーナ）
- 櫻野ちひろ爆誕祭2022（2022年10月16日、品川J-SQUARE）
- ＠JAM EXPO 2023（2023年8月27日、横浜アリーナ）
- 櫻野ちひろ爆誕祭2023（2023年10月28日、下北沢ADRIFT）

### 瀬名ちひろ
- 令和の虎「高身長アイドルグループ『天空プレモ』を結成したい」志願者編（2024年2月1日）YouTube[12]
- 令和の虎「オーディション開幕！プロデューサー瀬名ちひろがその実力を見定める」虎編（2024年3月30日）YouTube[13]
- 音楽ナタリー 特集「これまでの経験を音楽に昇華した『ばず らいふ イヤー！』」（2024年12月26日）[14]
- ORICON NEWS「炎上乗り越えたアイドル・瀬名ちひろ、SNS時代の今だから伝えたい”愛”」（2025年1月28日）[15]
- モデルプレス「"原宿KAWAII”でバズに挑戦『知らない世界に触れてみたい』セルフプロデュースで再デビュー」（2025年2月14日）[16]
- SAPPORO COLLECTION 2025 SPRING/SUMMER（2025年4月26日、北海道立総合体育センター）[17]

## 作品

### デジタルシングル
|     | 配信日         | タイトル             | 作詞・作曲                                 |
| --- | -------------- | -------------------- | ------------------------------------------ |
| 1st | 2024年12月10日 | ばず らいふ イヤー！ | 作詞：DogP/瀬名ちひろ 作曲：DogP           |
| 2nd | 2025年4月27日  | parallel             | 作詞：MASEraaaN/瀬名ちひろ 作曲：MASEraaaN |
| 3rd | 2025年7月24日  | 両片想い             | 作詞：瀬名ちひろ 作曲：KISIMEN             |

### ミュージックビデオ
|     | 公開日         | タイトル             | 制作             |
| --- | -------------- | -------------------- | ---------------- |
| 1st | 2024年12月24日 | ばず らいふ イヤー！ | 坂本渉太         |
| 2nd | 2025年7月4日   | parallel             | MOTOR PRODUCTION |
| 3rd | 2025年7月24日  | 両片想い             | MOTOR PRODUCTION |

## モデル他

### ファッションショー
- SAPPORO COLLECTION 2025 SPRING/SUMMER（2025年4月26日）[9]

### ファッション誌
- 『PECHE_mag』初号モデル（2023年12月）

### アンバサダー活動
- ミュゼプラチナム Specialアンバサダー（2023年5月）
- TOKYO JEWERY FES ’23 Summer 公式インフルエンサー（2023年7月）
- ホテルニューオータニ アンバサダー（2024年9月）